# Springfield Park
Springfield Park – nieistniejący stadion wielofunkcyjny w Wigan, który otworzony został 18 sierpnia 1897 roku. Odbyły się wówczas wyścigi kolarskie. Na obiekcie rozgrywano głównie mecze piłkarskie. Korzystały z niego drużyny Wigan County, Wigan United, Wigan Town, Wigan Borough oraz Wigan Athletic. 
W 1921 roku po raz pierwszy na Springfield Park odbyło się spotkanie w ramach The Football League. Wigan Borough stał się pierwszym klubem z tego miasta, który wstąpił w szeregi tych rozgrywek. 12 stycznia 1929 roku zanotowano rekord frekwencji na meczu Borough; spotkanie pucharowe, w którym przeciwnikiem był ówczesny lider Division One i późniejszy mistrz kraju The Wednesday, obejrzało 30 443 widzów. 26 października 1931 Wigan Borough był również pierwszym zespołem, który zrezygnował z występów w Football League.
W 1932 roku powstał klub Wigan Atheltic. 12 grudnia 1953 padł rekord frekwencji na meczu Athletic; 27 526 kibiców znajdowało się na trybunach Springfield Park podczas spotkania 2. rundy Pucharu Anglii, w którym przeciwnikiem był inny zespół spoza Football League Hereford United. Jest to zarazem do dziś nie pobity rekord frekwencji na meczu pucharowym dwóch drużyn amatorskich z wyjątkiem spotkań rozgrywanych na Wembley. W październiku 1966 roku po raz pierwszy rozegrano mecz przy sztucznym oświetleniu. 
Ostatni mecz na Springfield Park odbył się 15 maja 1999. Prace rozbiórkowe rozpoczęły się miesiąc później. W miejscu stadionu powstały nowe budynki mieszkalne.